# Манеєво (Аургазинський район)
Мане́єво (рос. Манеево, башк. Мәнеү) — село у складі Аургазинського району Башкортостану, Росія. Входить до складу Меселинської сільської ради.
Населення — 360 осіб (2010; 373 в 2002).
Національний склад:
- чуваші — 93%